# 20 septembre 1946
Le vendredi 20 septembre 1946 est le 263e jour de l'année 1946.

## Naissances
- Doudou Topaz (mort le 20 août 2009), animateur de télévision israélien
- Jean-Michel Caradec (mort le 29 juillet 1981), auteur compositeur interprète français
- John Cole, joueuse de rugby australien
- Julian Kornhauser, écrivain polonais
- Sant Rajinder Singh Ji Maharaj, maître spirituel indien
- Tony Garea, catcheur néo zélandais

## Décès
- Raimu (né le 18 décembre 1883), acteur français

## Événements
- ouverture du premier Festival de Cannes.